# 倉持明日香
倉持明日香（1989年9月11日—），日本女子偶像團體AKB48前成員，神奈川縣橫濱市出身，隸屬經紀公司渡边娱乐。2015年8月17日，倉持正式自AKB48畢業離團。

## 經歷
出道前
- 雖以牙科衛生士（口腔衛生士）為目標[2]，但高中3年級時決定畢業出路之際，因不能放棄「想成為像父親那樣在電視出現」的夢想，所以接受AKB48甄選。

2007年
- 5月27日，參加AKB48第一回研究生（4期生）甄選合格。

2008年
- 3月4日，向日葵組公演中發表升格為旧Team K的成員[2]。

2009年
- 6月至7月舉行的AKB48第13張單曲選拔總選舉「向神發誓，動真格」中得到第21位，成為單曲《Maybe是藉口》的選抜成員。
- 8月23日舉行的「讀賣新聞創刊135周年記念演唱會 AKB104選抜成員組閣祭」的夜場公演中，獲告知同年10月轉移到Team A（實際是2010年7月27日）。

2010年
- 5月至6月舉行的AKB48第17張單曲選拔總選舉「向母親發誓，這是真的」中得到第23位，入選為Under Girls。
- 9月8日，與Team B 柏木由紀和Team A 高城亞樹組成French Kiss，以單曲《很早以前》出道。
- 9月21日舉行的AKB48第19張單曲選拔猜拳大會中得到第10位，成為媒體組選抜的成員，自第13張單曲《Maybe是借口》以來再次進入選抜。

2011年
- 5月至6月舉行的AKB48第22張單曲選拔總選舉中得到第21位，成為單曲《飛翔入手》的選抜成員[3]。

2012年
- 3月3日秋元康在Google+投稿發表Google+選抜，進入Google+選抜。
- 5月至6月舉行的『AKB48第27張單曲選拔總選舉』獲得第22位，進入Under Girls組。
- 8月24日在『AKB48 in TOKYO DOME ～1830m的梦想～』的第一天的演出上，发表了将转移至Team K的消息[4]。
- 11月1日转移到Team K，以登上Team K Waiting 公演为标志开始作为Team K成员活动[5]。
- 在11月25日到12月23日举行的由日本中央竞马会 (JRA) 主办的「AKB的真馬2 复仇」中取得优胜[6]。

2013年
- 4月6日在千葉県幕張メッセ举行的握手会上发表了发行出道单曲、主演广告、发行写真集的消息。
- 5月29日發行首張出道單曲[7][8]「一直在身邊」 。

2014年
- 2月24日，於「AKB48集團大組閣祭」中宣布所屬隊伍由Team K轉移至Team B，並且成為Team B隊長[9]。

2015年
- 7月19日，於個人部落格上宣布自AKB48畢業[10]。
- 8月17日，AKB48劇場畢業公演。

## 人物
- 父親為前職棒選手，現為棒球球評倉持明（日语：倉持明）[11]。有一位大11歲的哥哥[2]。
- 為職業棒球埼玉西武獅中島裕之的球迷，亦是職業摔角選手小橋健太及中邑真輔的摔角迷。
- 2009年5月27日、6月10日、8月5日、9月9日所播出的《AKBINGO!》中，熱情地介紹關於摔角選手小橋健太的軼事，特別是在8月5日的節目當中得到小橋選手的回應，忍不住開心落淚。8月13日的節目當中，實際前往賽場觀戰小橋選手的比賽，給予熱情聲援。歌迷當中也有現役職業摔角選手。
- AKB48的研究生時代，與同期的佐藤亞美菜、出口陽、成瀬理沙一起自稱為「Team 4」。
- 於2010年舉辦的「AKB48滿席祭 希望贊否兩論」第3公演中從AKS移籍到了Biscuit Entertainment。
- 偶像是w-inds.。

## AKB48總選舉
- 所屬分隊推移：研究生→Team K→Team A→Team K→Team B（隊長）

| 屆數         | 名次 | 總票數   |
| ------------ | ---- | -------- |
| 第一屆總選舉 | 21   | 1355票   |
| 第二屆總選舉 | 23   | 5355票   |
| 第三屆總選舉 | 21   | 12,387票 |
| 第四屆總選舉 | 22   | 14,852票 |
| 第五屆總選舉 | 36   | 18,435票 |
| 第六屆總選舉 | 52   | 15,443票 |

## AKB48参加曲

### 單曲CD
AKB48名義
|      | 發行日期       | 單曲名稱           | 參與歌曲名稱                            | 名義               | 收錄於        | MV | 備註  |
| ---- | -------------- | ------------------ | --------------------------------------- | ------------------ | ------------- | -- | ----- |
| 06th | 2007年10月31日 | 你正在看着夕阳吗？ | 你正在看着夕阳吗？（向日葵2.0混音版本） |                    | Type-B        |    |       |
| 07th | 2008年01月23日 | 浪漫、不需要       | 浪漫、不需要（向日葵2.1混音版本）       |                    | Type-B        |    |       |
| 10th | 2008年10月22日 | 大聲鑽石           | 大聲鑽石(Team K ver.)                   | Team K             | 劇場盤        |    |       |
| 11th | 2009年03月04日 | 10年櫻             | 10年櫻                                  |                    | 全版本        | ★  | A面曲 |
| 13th | 2009年08月26日 | Maybe是藉口        | Maybe是藉口                             |                    | 全版本        | ★  | A面曲 |
| 14th | 2009年10月21日 | RIVER              | 因為喜歡你                              | Under Girls        | 全版本        | ★  |       |
| 15th | 2010年2月17日  | 櫻花印記           | Choose me!                              | Team YJ            | Type-B 劇場盤 | ★  |       |
| 16th | 2010年05月26日 | 馬尾與髮圈         | 被盜了的唇                              | Under Girls        | 全版本        | ★  |       |
| 16th | 2010年05月26日 | 馬尾與髮圈         | 馬路須加學園頂尖藍調                    |                    | Type-B 劇場盤 | ★  |       |
| 17th | 2010年08月18日 | 無限重播           | 淚之翹翹板遊戲                          | Under Girls        | 全版本        | ★  |       |
| 17th | 2010年08月18日 | 無限重播           | 蔬菜姊妹                                | 蔬菜姊妹           | Type-A 劇場盤 | ★  |       |
| 18th | 2010年10月27日 | Beginner           | 哭泣的場所                              | DIVA               | 除Type-A      | ★  |       |
| 19th | 2011年12月08日 | 機會的順序         | 機會的順序                              |                    | 全版本        | ★  | A面曲 |
| 19th | 2011年12月08日 | 機會的順序         | 與核桃對話                              | Team A             | Type-A        | ★  |       |
| 20th | 2011年02月16日 | 變成櫻花樹         | K區域                                   | DIVA               | 除Type-A      | ★  |       |
| 21st | 2011年05月25日 | Everyday、髮箍     | Everyday、髮箍                          |                    | 全版本        | ★  | A面曲 |
| 21st | 2011年05月25日 | Everyday、髮箍     | 鬥魂                                    |                    | Type-A        | ★  |       |
| 22nd | 2011年08月24日 | 飛翔入手           | 飛翔入手                                |                    | 全版本        | ★  | A面曲 |
| 22nd | 2011年08月24日 | 飛翔入手           | 不知不覺的青春                          |                    | Type-A        | ★  |       |
| 22nd | 2011年08月24日 | 飛翔入手           | 野菜占卜                                | 蔬菜姊妹2011       | 劇場盤        |    |       |
| 23rd | 2011年10月26日 | 風正在吹           | 纜車道                                  | Under Girls 百合組 | Type-B        | ★  |       |
| 24th | 2011年12月07日 | 崇尚麻里子         | 鄰人不受傷                              | Team A             | Type-A        | ★  |       |
| 25th | 2012年02月15日 | GIVE ME FIVE!      | 牧羊人之旅                              | Special Girls B    | Type-B        | ★  |       |
| 26th | 2012年05月23日 | 仲夏的Sounds good! | 仲夏的Sounds good!                      |                    | 全版本        | ★  | A面曲 |
| 26th | 2012年05月23日 | 仲夏的Sounds good! | Google+的天空                           | Google+選拔        | Type-B        | ★  |       |
| 27th | 2012年08月29日 | 格子花紋           | 如此波西米亞                            | Under Girls        | Type-B        | ★  |       |
| 28th | 2012年10月31日 | UZA                | 破壞&重建                               | Team K             | Type-K        | ★  |       |
| 29th | 2012年12月05日 | 永遠的壓力         | 比永遠更長久                            | OKL48              | Type-D        | ★  |       |
| 30th | 2013年02月20日 | So long!           | 夕陽瑪麗                                | Team K             | Type-K        | ★  |       |
| 31st | 2013年05月22日 | 再見自由式         | How come ?                              | Team K             | Type-K        | ★  |       |
| 32nd | 2013年08月21日 | 戀愛的幸運餅乾     | 這一次一定要心醉神迷                    | Next Girls         | Type-A        | ★  |       |
| 33rd | 2013年10月30日 | 真心電流           | 快速與動體視力                          | Under Girls        | 除Type-B      | ★  |       |
| 33rd | 2013年10月30日 | 真心電流           | 細雪的悔悟                              | Team K             | Type-K        | ★  |       |
| 34th | 2013年12月11日 | 倘若在梧桐樹什麼的 | Mosh&Dive                               |                    | 全版本        | ★  |       |
| 35th | 2014年02月26日 | 勇往直前           | 早看穿你的謊言                          | Beauty Giraffes    | Type-A        | ★  |       |
| 36th | 2014年05月21日 | 拉布拉多獵犬       | 只到今天的旋律                          |                    | 全版本        | ★  |       |
| 36th | 2014年05月21日 | 拉布拉多獵犬       | B花園                                   | Team B             | Type-B        | ★  |       |
| 37th | 2014年08月27日 | 心意告示牌         | 個性差的女生                            | Future Girls       | Type-B        | ★  |       |
| 38th | 2014年11月26日 | 希望無限           | 我想歌唱                                | 嘉德麗亞蘭組       | Type-C        | ★  |       |
| 38th | 2014年11月26日 | 希望無限           | 寂寞俱樂部                              | Team B             | Type-C        | ★  |       |

- 標註有「★」符號者表示該首歌曲有拍攝MV。

## 分組參加曲
向日葵组 1st Stage「我的太阳」公演
1. 向日葵

※大島麻衣的替補。
向日葵组 2nd Stage「不要让梦想死去」公演
1. 記憶的兩難

※大島麻衣的替補。
TeamK 4th Stage「最终钟声鸣响」公演
1. 對不起 我的寶石

TeamK 5th Stage「引体后空翻」公演
1. 如能被你緊擁

THEATER G-ROSSO向日葵组 2nd Stage「不要让梦想死去」公演
1. 記憶的兩難

※北原里英和柏木由紀的替補。
TeamA 6th Stage「目擊者」公演
1. 手牽手
2. ☆之彼方 ※

※小嶋陽菜・中田ちさと的小組Under

## 演出

### 電視節目
出演中的節目
- AKBINGO!（2008年10月8日－，不定期出演；日本電視台）
- 週刊AKB（2009年8月7日－；東京電視台）
- 熱血BO-SO TV（不定期出演；千葉電視台）

2010年4月23日是《CTCマリーンズナイター》宣傳兼以嘉賓出演。這一天父親倉持明是解說員。
- 有吉AKB共和国（2010年4月26日、5月3日、TBS）
- 微妙〜（2011年10月6日・27日 - （11月10日除外）、光TV）

過去的出演節目
- AKB0時59分! （2008年6月2日－23日、8月25日－9月22日；日本電視台）
- AKB48神TV（2008年7月24日・10月12日、ファミリー劇場）
- TokYo, Boy大新年会 2009年のキーパーソン大集合SP!（2009年1月4日；TOKYO MX）
- すイエんサー（2009年3月31日、4月21日、10月6日、12月1日：NHK教育；8月20日：NHK綜合）
- AKB神TV Season2 - 3（不定期；ファミリー劇場）
- AKB48 神TV特別節目〜分組對抗!春季保齡球大賽〜（2010年4月30日；ファミリー劇場）
- AKB-級グルメスタジアム（2010年8月15日；食と旅のフーディーズTV）

### 情報節目
- ひるおび!（2012年4月2日 - 、TBS） - 「ひるおび!天氣」担当、每週1回出演。

### 體育節目
- SPORTS X（2012年4月14日 - 、BS朝日）

### 電視劇
- 馬路須加學園（2010年1月8日－3月26日；東京電視台） - 飾演 小歌舞伎
- 馬路須加學園2 第1話 - 第3話・第8話・第10話（2011年4月15日 - 29日・6月3日・17日；東京電視台） - 飾演 小歌舞伎
- OL開始當女公關 TBS電視台2016年製作播出的（電視劇首播：2016年6月19日）

### 廣播節目
- AKB48 明日までもうちょっと。（2008年10月13日 - 不定期；文化放送）
- AKB48 今夜は帰らない…（2008年11月29日－2010年8月16日；CBCラジオ）
- bayfm Meets AKB48 4th STAGE〜BREAK!〜（2009年11月23日、bayfm）
- AKB48のオールナイトニッポン（2010年4月16日 - 不定期出演、日本放送）
- リッスン? 〜Live 4 Life〜（2011年1月4日 - 25日、文化放送）- 2011年1月的星期二

### 活動
- CBC GREEN LIVE（2009年3月21日；CBC Hall）

### Web
- Internet TV 神田祭.ch（2009年5月10日、神田祭.ch）

## 唱片

### 单曲
|           | 發行日        | 單曲名稱   | 最高週間排名 | 首周銷量  | 累計銷量  | 發售形態  | 產品編號                                                            | 版本                                                                                             | 備註      |
| avex trax | avex trax     | avex trax  | avex trax    | avex trax | avex trax | avex trax | avex trax                                                           | avex trax                                                                                        | avex trax |
| --------- | ------------- | ---------- | ------------ | --------- | --------- | --------- | ------------------------------------------------------------------- | ------------------------------------------------------------------------------------------------ | --------- |
| 01st      | 2013年5月29日 | 一直在身边 | 4位          | 31,424張  | 35,285張  | CD+DVD CD | AVCA-62484/B AVCA-62485 AVCA-62486 AVCA-62487 AVCA-62488 AVCA-62489 | TYPE A One Coin盤 TYPE-1 One Coin盤 TYPE-2 One Coin盤 TYPE-3 One Coin盤 TYPE-4 One Coin盤 TYPE-5 |           |

## 商业搭配
| 楽曲       | 商业搭配           | 収録作品              | 備考 |
| ---------- | ------------------ | --------------------- | ---- |
| 一直在身边 | 「日本ダービー」CM | 1st单曲「一直在身边」 |      |

## 書籍

### 雜誌
- FLOOR.net（2008年7月31日発売；ファクトライ）

## 備註
1. ↑  .   [2015-07-22]. （原始内容存档于2016-07-24）.
2. 1 2 3  《AKBINGO!》2010年4月28日
3. ↑  （日語）. AKB48. 2011-06-10  [2012-04-02]. （原始内容存档于2011-09-02）.
4. ↑  組閣後新体制 （页面存档备份，存于） - AKB48オフィシャルブログ 2012年8月24日
5. ↑  AKB48新チームK始動、公演初日にキャプテン大島優子が涙 （页面存档备份，存于） - ナタリー（2012年11月3日）
6. ↑  もっちぃ「まさかまさか」ガチ馬2逆転V （页面存档备份，存于） - 日刊スポーツ 2012年12月23日
7. ↑  .   [2013-05-07]. （原始内容存档于2020-10-26）.
8. ↑  .   [2013-05-07]. （原始内容存档于2020-10-20）.
9. ↑  . AKB48官方網站. 2014-02-24  [2014-02-26]. （原始内容存档于2014-02-27） （日语）.
10. ↑   （页面存档备份，存于） - 倉持明日香プロフィール 2015年7月19日
11. ↑  （日語）. 2008-09-23  [2012-04-02]. （原始内容存档于2017-10-23）.
12. ↑  . Natalie. 2011-04-21  [2012-05-10]. （原始内容存档于2014-04-07） （日语）.

## 外部連結
- （日語）AKB48官網個人介紹頁 （页面存档备份，存于）
- （日語）倉持明日香 官方部落格「Dear」（页面存档备份，存于）（2011年3月7日－）
- （日語）倉持明日香 OFFICIAL BLOG 「Dear...」 （页面存档备份，存于） （旧部落格，2010年5月28日－2011年3月6日）
- （日語）ビスケットエンターティメント（ワタナベエンターテイメント）WE!マイページ:倉持明日香 （页面存档备份，存于）
- 倉持明日香的X（前Twitter）（日語）